# Президент Швейцарської Конфедерації

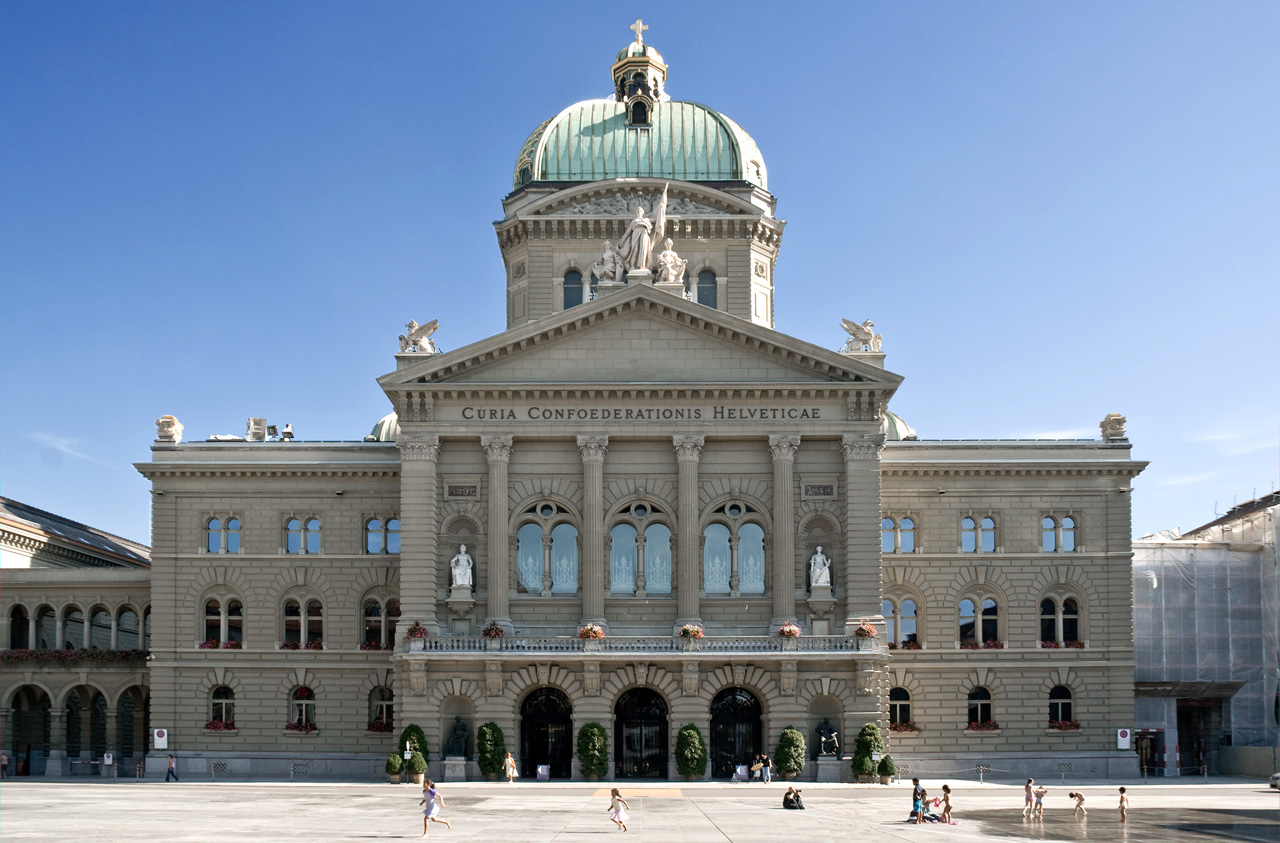
Резиденція Федеральних зборів та Федеральної ради

Президент Швейцарської Конфедерації (нім. Bundespräsident, фр. Président de la Confédération, італ. Presidente della Confederazione, ромш. President da la Confederaziun) — головуючий член Федеральної ради (уряду Швейцарії).
Президент Швейцарії не є главою держави, оскільки функції глави держави виконують колективно всі члени Федеральної ради. Однак його голос є вирішальним при обговоренні поточних справ на Федеральній раді. Як перший серед рівних, президент не має повноважень керувати іншими членами Ради й продовжує очолювати свій департамент. Обирається на один рік парламентом із числа членів Федеральної ради, вищого органу виконавчої влади, і володіє переважно представницькими функціями.
Конституційні положення, що стосуються організації Федерального уряду і Федеральної адміністрації, викладені в розділі 1 глави 3 Федеральної конституції Швейцарії у статтях 174 до 179. Стаття 176 спеціально присвячена президенту.